# نيخاما لايبوفيتس
نيخاما لايبوفيتس (بالعبرية: נחמה ליבוביץ׳) (3 سبتمبر 1905 – 12 أبريل 1997) كانت عالمة لاهوت توراتية إسرائيلية، ومعلمة ومفسرة للتوراة.
طورت طريقة جديدة لتدريس وشرح التوراة أحيت من خلالها الاهتمام بدراسة التوراة للشعب اليهودي.
حصلت على جائزة إسرائيل في التعليم في عام 1956.

## حياتها
ولدت في عائلة يهودية أرثوذكسية في ريغا في لاتفيا في عام 1905. أبوها موردخاي لايبوفيتس الذي كان تاجرا ثريا وأمها فرايدا لايبوفيتس. وكان لوالدها تأثير كبير على حياتها، وذلك بفضل شخصيته، وكان أحد أهم معلميها في طفولتها. كان صهيونيا ويتحدث اللغة العبرية مع أولاده.  وولدت بعد سنتين من ميلاد أخيها الأكبر يشاياهو لايبوفيتس، الذي أصبح فيلسوفا إسرائيليا مثيرا للجدل. وكان أبوهما يجعلهما يتنافسان حول حل ألغاز حول التوراة.  
تعلمت اللغة العبرية والتوراة من مدرسين خصوصيين، حتى قبل أن تبدأ الدراسة.
وبعد الثورة البلشفية انتقلت العائلة إلى برلين في عام 1919. وتخرجت من مدرسة ثانوية حكومية في برلين، واجتازت اختبارات القبول في الجامعة في عام 1925. ودرست في جامعات هايدلبرغ وماربورغ وبرلين.
بدأت التدريس وهي ما تزال طالبة. وقامت بالتدريس في مدرسة ابتدائية يهودية ومدرسة ثانوية يهودية تابعة لجماعة «عدات إسرائيل» التي أسسها الحاخام عزريئيل هيلدسهايمر. وكانت تدرِّس اللغة العبرية والتوراة، دون استخدام اللغة المحلية كوسيط. ودرَّست لمدة سنتين في معهد الدراسات اليهودية في برلين، حيث درست على يد ليو بيك.
وفي عام 1930 حصلت على درجة الدكتوراه من جامعة ماربورغ عن أطروحة بعنوان «تقنيات الترجمة في ترجمات التوراة اليهودية الألمانية»، وكان المشرف عليها هو عمها ليبمان لايبوفيتس الذي تزوجته، وكان يكبرها بتسعة وعشرين عاما.
وخلال تلك الأطروحة تعرضت لأسلوب مارتن بوبر، المعروفة باسم ميلا مينشا، في دراسة قصص التوراة، وتأثرت بها بسبب أنها تلائم روح البيت الذي نشأت فيها، وهو تحليل التوراة بدون مساعدة النقد الكتابي.

## الهجرة إلى إسرائيل والتدريس
وفي اليوم الذي حصلت فيه على درجة الدكتوراه، قررا تحقيق حلمهما والهجرة إلى إسرائيل. وبالفعل هاجرا في عام 1930 إلى فلسطين تحت الانتداب البريطاني.  
واستقرا في القدس، وأقاما في شقة بالإيجار في حي كريات موشيه، وبدأت العمل مدرسة في مدرسة المعلمين المزراحيين. وفي السنوات الأولى بدأت بتدريس الأدب والتوراة وتاريخ الشعب اليهودي. وبعد ذلك ركزت على منهجية التدريس ودراسة التوراة وتدريب المعلمين. ودرست في مدرسة المعلمين المزراحيين حتى عام 1955.
وفي عام 1956 تم تعيينها محاضرة في التوراة والأدب والمقال في جامعة بار إيلان، ودرست هناك حوالي خمس سنوات. وتركتها بعد خلاف مع البروفيسور كورزويل لأن الأخير أقال الدكتور مائير وايس، ورأت لايبوفيتس ذلك عملا ظالما يتعارض مع أبسط مبادئ العدالة.
وفي السادس والعشرين من نوفمبر في 1957 عينت محاضرا في جامعة تل أبيب، وبعد 11 عاما رقيت لتكون أستاذا. ومنذ ذلك الوقت وهي تقوم بالتدريس في العديد من المؤسسات الأخرى.
وفي الأول من يناير 1972 تقاعدت من العمل.

## أسلوبها في التدريس
في عام 1942 بدأت عادتها الشهيرة في توزيع صفحات الإستنسل لأسئلة حول نص من التوراة كل أسبوع، ويطلق علي هذه اسم «الصفحات» أو «الأوراق». وكانت ترسل إليها صفحة بها سؤال فترد على تلك الصفحة مع التعليقات والتصويبات وتعيدها إلى مرسلها. وأصبحت تلك الطريقة شهيرة ومميزة لها، وساعدت في نشر الوعي بين كثير من اليهود بالتوراة. وترجمت تلك الصفحات إلى العديد من اللغات ووصلت إلى كثير من اليهود حول العالم، ومع مرور الوقت تم تجميع تلك الدراسات في شكل خمسة كتب.
عملت نيخاما لايبوفيتس لسنوات عديدة معلقة ومفسرة للتوراة في راديو «صوت إسرائيل». 
وحصلت بفضل نشرها دراسة التوراة وتسهيل شرحه بين الشعب اليهودي في جائزة إسرائيل في مجال التعليم في عام 1956.
وعلى الرغم من علمها في البحث على المستوى الأكاديمي، إلا أنها كانت تفضل إلقاء المحاضرات على عامة الناس، واشتهرت بأسلوبها البسيط كمدرسة، واشتهرت برحلاتها في أرجاء إسرائيل للمحاضرة في عدد أكبر من الناس، وقد تكون تلك الأماكن بعيدة أو نائية.

## جوائز
- حصلت على جائزة إسرائيل في التعليم في عام 1956.[6]

- جائزة بياليك في الفكر اليهودي عن عملها في تفسير التوراة، عام 1983 (بالمشاركة مع إفرايم أورباخ).[10]

- دكتوراه فخرية من جامعة بار إيلان عام 1983.[11]